# Boscombe Down
Boscombe Down (engelska: MoD Boscombe Down, RAF Boscombe Down, Boscombe Down Airport) är en flygplats i Storbritannien.   Den ligger i grevskapet Wiltshire och riksdelen England, i den södra delen av landet, 120 km väster om huvudstaden London. Boscombe Down ligger 124 meter över havet.
Terrängen runt Boscombe Down är platt. Runt Boscombe Down är det ganska tätbefolkat, med 166 invånare per kvadratkilometer. Närmaste större samhälle är Salisbury, 9,8 km söder om Boscombe Down. Trakten runt Boscombe Down består till största delen av jordbruksmark.